# Gliese 49
Désignations
Gliese 49 est une étoile naine rouge de la constellation boréale de Cassiopée. Sa magnitude apparente est de 9,56 et elle est donc tout juste visible avec des jumelles ou un petit télescope. L'étoile présente une parallaxe annuelle de 101,42 ± 0,02 mas, ce qui permet d'en déduire qu'elle est distante de ∼ 32,2 a.l. (∼ 9,87 pc) de la Terre. Elle se rapproche du Système solaire à une vitesse radiale héliocentrique de −6 km/s. Visuellement, l'étoile est localisée à 106 minutes d'arc au nord de la brillante γ Cassiopeiae.

## Propriétés
Gliese 49 est une naine rouge de type spectral M1,5 V, beaucoup plus petite que le Soleil. Sa luminosité totale est équivalente à 4,9 % de la luminosité solaire, ; elle est cependant plus lumineuse que d'autres naines rouges proches telles que Proxima Centauri ou Wolf 359. Sa température effective est de 3 805 ± 51 K. Sa masse vaut 52 % de la masse solaire et son rayon est équivalent à 51 % de celui du Soleil.
L'étoile tourne sur elle-même à une vitesse de rotation projetée de moins de 2 km/s et sa période de rotation est de 18,86 jours. Son contenu en métaux est similaire à celui du Soleil, avec un indice de métallicité [M/H] de +0,03.
Gliese 49 possède un mouvement propre similaire à la naine rouge éruptive V388 Cassiopeiae. La séparation visuelle entre les deux étoiles est de 295 secondes d'arc, ce qui implique que la distance qui les sépare est de plus de 2 900 ua. Elles sont associées à l'amas des Hyades, comme le suggèrent leur jeune âge et leur niveau d'activité chromosphérique.

## Système planétaire
En 2019, une exoplanète a été découverte en orbite autour de Gliese 49 par la méthode des vitesses radiales. Désignée Gliese 49 b, il s'agit d'une super-Terre qui orbite autour de son étoile en un peu moins de 14 jours et à une distance moyenne de 0,09 ua :
| Planète | Masse              | Demi-grand axe (ua) | Période orbitale (jours)  | Excentricité       | Inclinaison | Rayon |
| ------- | ------------------ | ------------------- | ------------------------- | ------------------ | ----------- | ----- |
| b       | 5,63+0,67 −0,68 M🜨 | 0,090 5 ± 0,001 1   | 13,850 8+0,005 3 −0,005 1 | 0,363+0,099 −0,096 |             |       |